# Lijn W (metro van New York)
W Broadway Local, of ook wel lijn W is een metrolijn van de metro van New York. Op plattegronden, stationsborden en de koersrol staat de lijn aangegeven in de kleur geel. De lijn doet alleen op werkdagen dienst tussen 6.00 uur en 21.30 uur en is een stopdienst die alle tussenliggende stations aandoet. De treinen rijden tussen Ditmars Boulevard in Astoria, Queens en Whitehall Street-South Ferry op Manhattan.

## Geschiedenis
Op 22 juli 2001 ontstond de lijn, vanwege de gesloten sporen over de Manhattan Bridge. Er werd een afsplitsing van metrolijn B gerealiseerd. De lijn liep van Coney Island-Stillwell Avenue via de zuidelijke sporen van de Manhattan Bridge naar Astoria. Op 22 februari 2004 waren allen sporen over de Manhattan Bridge gerestaureerd. Daarna reed lijn W dezelfde route, maar enkel op weekdagen, tot dat deze op 25 juni 2010 voorlopig voor het laatst reed. Met de nakende opening van de eerste fase van de Second Avenue Subway werd de lijn geheractiveerd.  Op 7 november 2016 werd de dienst van lijn W terug identiek hernomen, waarbij de treinen van de metrolijn Q niet meer doorreden naar de Astoria Line in Queens maar daarentegen een noordelijke terminus kregen in Midtown Manhattan. Bij de opening van de nieuwe stations op Second Avenue werden deze vanaf dan bediend door lijn Q. In juni 2018 werden de diensturen van lijn W uitgebreid zodat in plaats van 7 uur tot 23 uur, gereden werd van 6 uur tot middernacht.  Op die manier werd overbelasting op lijn N in de vroege ochtend en late avond gereduceerd.

## Stations

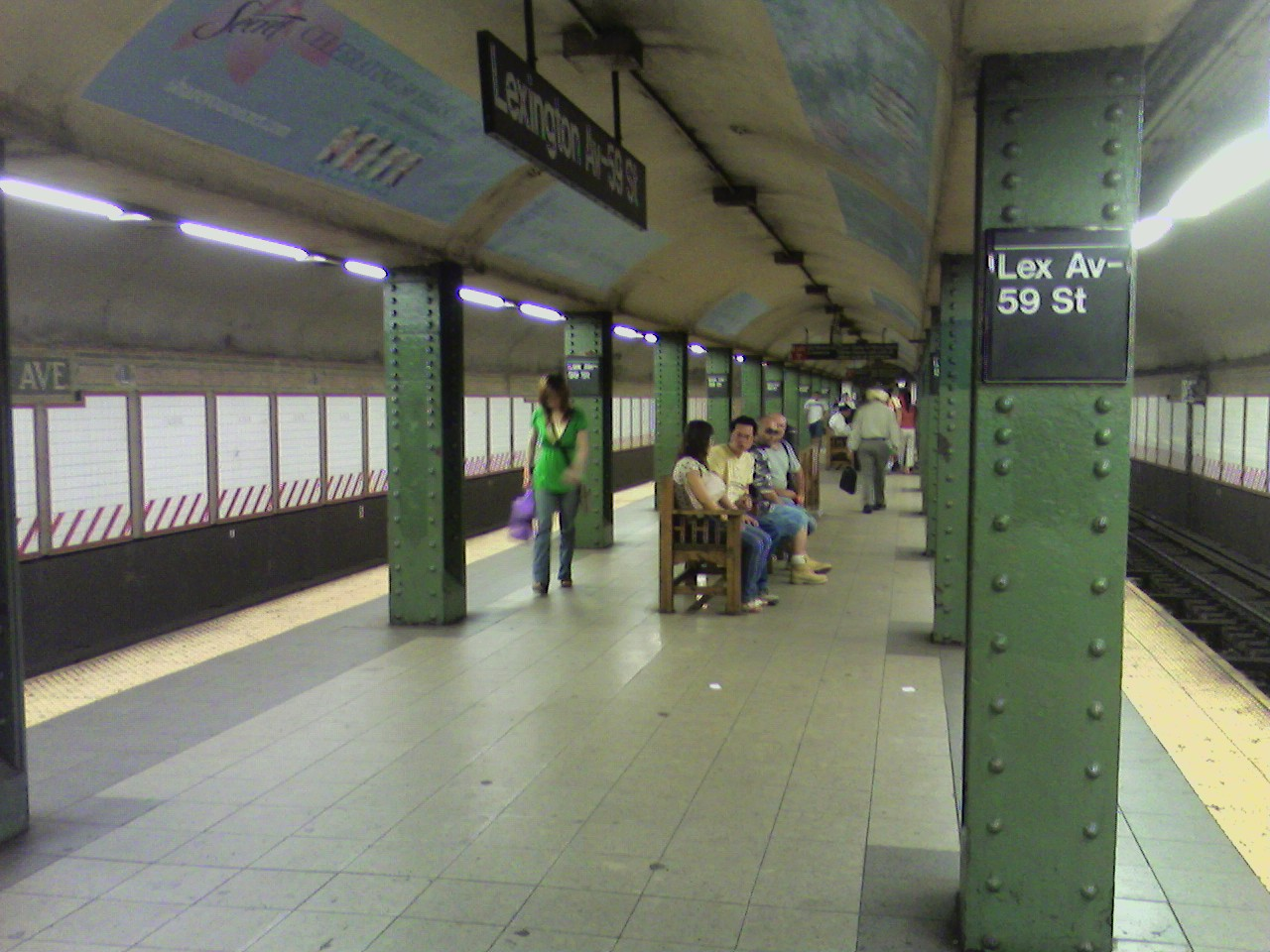
Station Lexington Avenue

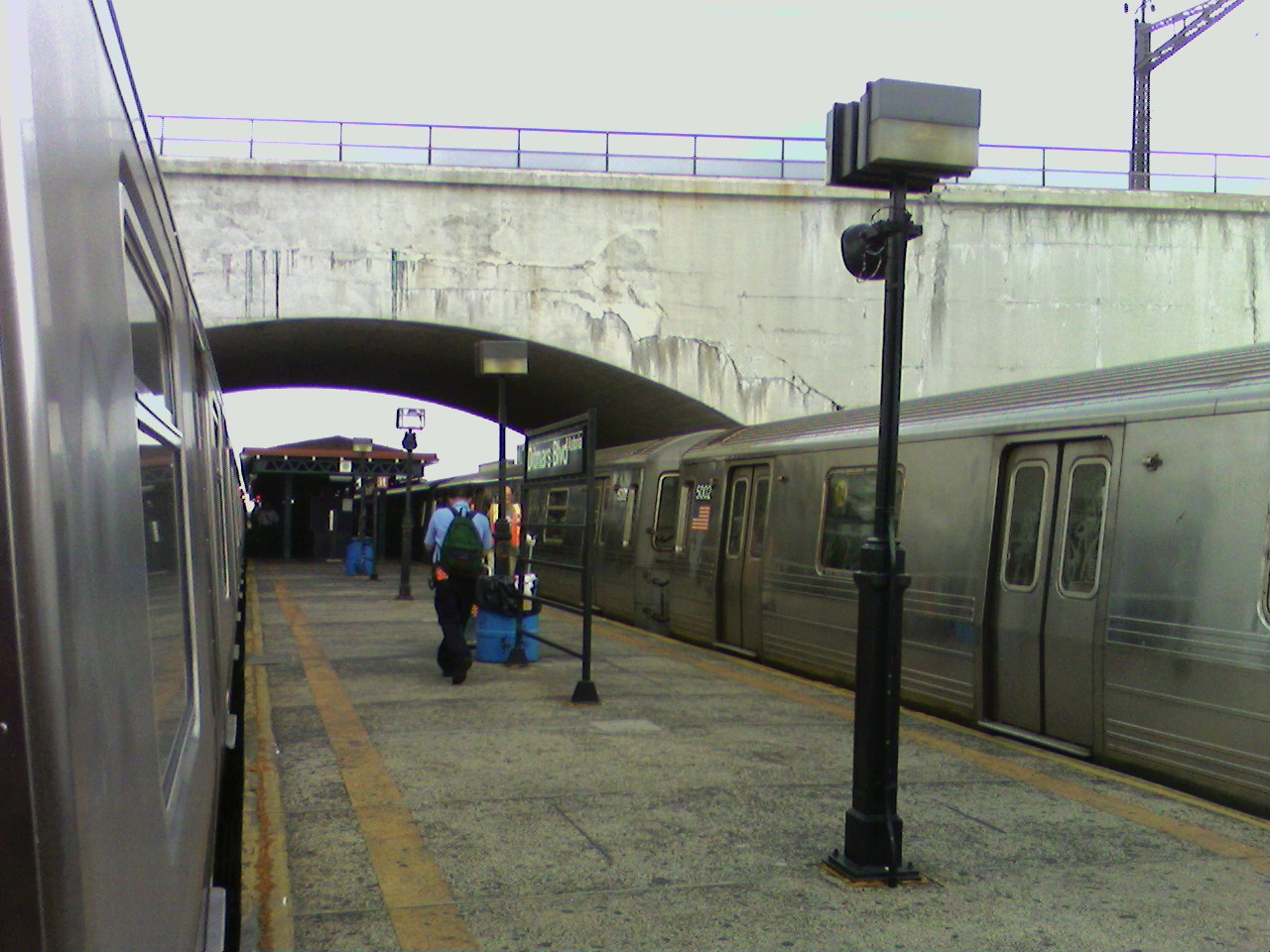
Het eindpunt Ditmars Boulevard-Astoria. De brug over het station is onderdeel van de Northeast Corridor, het drukste traject van het gehele Amerikaanse treinnetwerk

| Tijdtabel                         | Betekenis                         |
| --------------------------------- | --------------------------------- |
| Doet alleen dienst op werkdagen   | Doet alleen dienst op werkdagen   |
| Dit station is tijdelijk gesloten | Dit station is tijdelijk gesloten |

|           | Station                      |  | Overstappunt |
| --------- | ---------------------------- |  | ------------ |
| Queens    |                              |  |              |
|           | Ditmars Boulevard-Astoria    |  |              |
|           | Astoria Boulevard            |  |              |
|           | 30th Avenue                  |  |              |
|           | Broadway                     |  |              |
|           | 36th Avenue                  |  |              |
|           | 39th Avenue                  |  |              |
|           | Queensboro Plaza             |  |              |
| Manhattan |                              |  |              |
|           | Lexington Avenue-59th Street |  |              |
|           | Fifth Avenue                 |  |              |
|           | 57th Street                  |  |              |
|           | 49th Street                  |  |              |
|           | Times Square-42nd Street     |  |              |
|           | 34th Street-Herald Square    |  |              |
|           | 28th Street                  |  |              |
|           | 23rd Street                  |  |              |
|           | 14th Street                  |  |              |
|           | Eighth Street                |  |              |
|           | Prince Street                |  |              |
|           | Canal Street                 |  |              |
|           | City Hall                    |  |              |
|           | Cortlandt Street             |  |              |
|           | Rector Street                |  |              |
|           | Whitehall Street-South Ferry |  |              |

 ·  ·  ·  ·  ·  ·  ·  ·  · 